# Gravatal
Gravatal là một đô thị thuộc bang Santa Catarina, Brasil. Đô thị này có diện tích 168 km², dân số năm 2007 là 10510 người, mật độ 62,6 người/km².